# Проболовиці
Проболовиці (пол. Probołowice) — село в Польщі, у гміні Злота Піньчовського повіту Свентокшиського воєводства.
Населення — 256 осіб (2011).
У 1975—1998 роках село належало до Келецького воєводства.

## Демографія
Демографічна структура на день 31 березня 2011 року:
|          | Загалом | Допрацездатний вік | Працездатний вік | Постпрацездатний вік |
| -------- | ------- | ------------------ | ---------------- | -------------------- |
| Чоловіки | 124     | 19                 | 84               | 21                   |
| Жінки    | 132     | 18                 | 74               | 40                   |
| Разом    | 256     | 37                 | 158              | 61                   |